# Bummi (Zeitschrift)
Bummi ist eine Zeitschrift für Kinder im Kindergartenalter. Die Titelfigur Bummi ist ein aufrecht gehender gelber Teddybär.

## Geschichte
Bummi erschien erstmals am 15. Februar 1957 als Monatszeitschrift in der DDR. Ab dem Jahre 1965 erschien sie vierzehntäglich zum Preis von 0,25 Mark mit einer Auflage von 736.300 Exemplaren im Verlag Junge Welt. Sie wurde vom Zentralrat der FDJ für Kinder von drei bis sechs Jahren herausgegeben und erschien im Frei- und Kioskverkauf. Sie war als Druckmedium an erster Stelle einer gezielten Begleitung der Kinder und Jugendlichen in der DDR gedacht: für Jungpioniere folgte die ABC-Zeitung, für Thälmann-Pioniere die Trommel, für die Mitglieder der FDJ schließlich die Junge Welt. Langjährige Chefredakteurin war Ursula Werner-Böhnke, die namensgebende Bärenfigur wurde von Ingeborg Meyer-Rey gestaltet. Ursula Werner-Böhnke schrieb auch den Text des Bummi-Liedes, das von Hans Naumilkat vertont wurde und in den Musikbüchern der 2. Klasse in der DDR erschien.
Anfang der 1970er Jahre führte die Zeitschrift die „Goldene Kindersonne“ ein: eine Ehrennadel, die die Kinder ausschneiden und (in Anlehnung an die verbreiteten staatlichen Auszeichnungen) an eine Person ihrer Wahl verleihen konnten. Von bekannten Künstlern erhielt man dafür ein standardisiertes, aber eigenhändig unterschriebenes Dankschreiben.

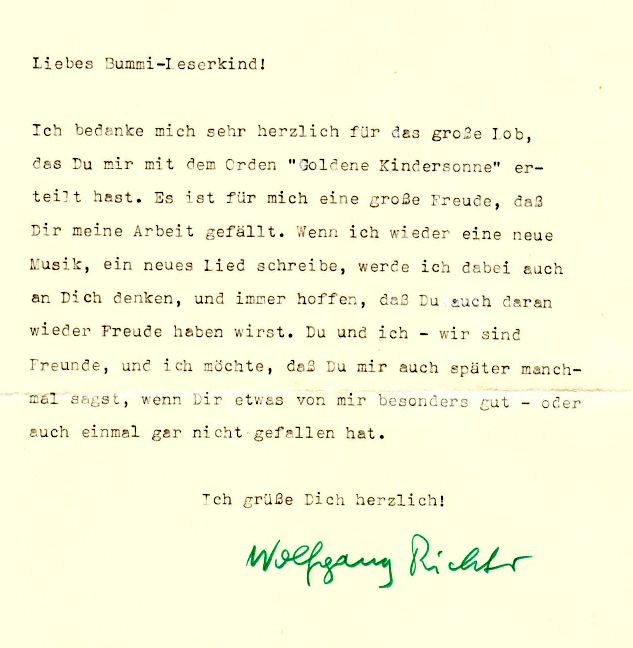
Wolfgang Richter bedankt sich für eine „Goldene Kindersonne“.

Die Zeitschrift Bummi erschien nach der deutschen Wiedervereinigung seit 1991 bei der Pabel-Moewig Verlag KG, die zur Bauer Media Group gehört. Im Jahr 2017 übernahm die Blue Ocean Entertainment AG aus Stuttgart, eine Tochtergesellschaft der Hubert Burda Media, die Zeitschrift.
In Zusammenarbeit mit dem Kinderkanal von ARD/ZDF wurde eine kurze Zeichentrickserie produziert, die seit Mai 2011 innerhalb der Sendung Kikaninchen zu sehen ist. Die 26 einzelnen Folgen der ersten Staffel haben eine Länge von drei Minuten und Bummi als Hauptfigur.
Bummi war auch der Name einer Bären-Puppenfigur des DDR-Fernsehens (siehe Pittiplatsch und Schnatterinchen), die aber mit der Figur der Zeitschrift außer dem Namen und dem Umstand, ein Teddybär zu sein, nichts gemein hatte.

## Aufbau der Hefte

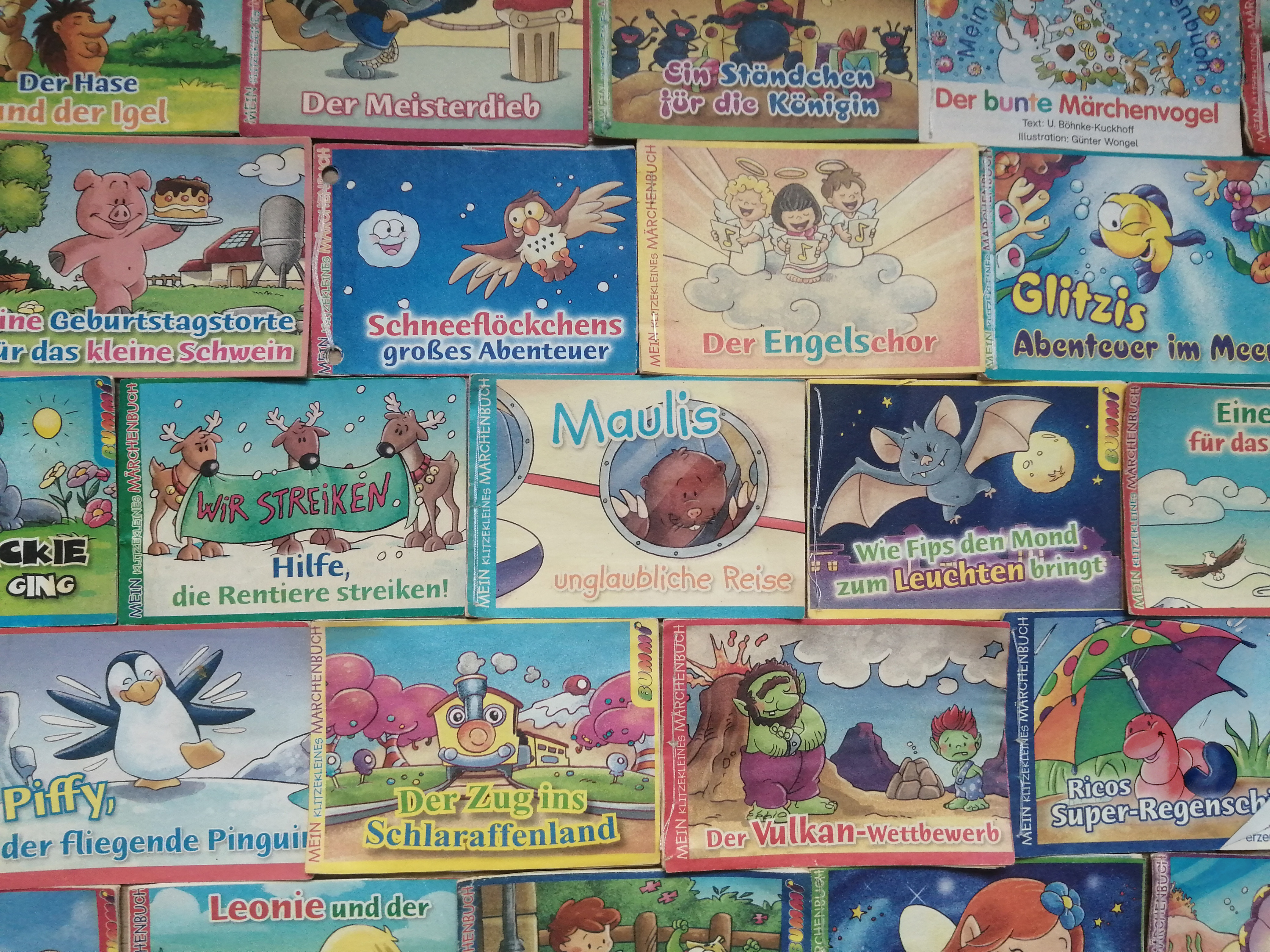
Sammlung zeitgenössischer Klitzekleiner Märchenbücher

Neben einer Geschichte, die Bummi mit seinen Freunden erlebt, gibt es Bastel-, Rätsel- und Ausmalmöglichkeiten, eine Leselernseite sowie Hinweise für Eltern. Im Kindersonnenkreis berichtet Bummi über ein krankes oder behindertes Kind. Einzigartig ist das klitzekleine Märchenbuch, welches man ausschneiden und zusammenstellen kann und seit jeher Bestandteil der Hefte war.

## Über Bummi
Bummi lebt mit seinen Freunden in der erdachten Stadt Huxlipux. Zu seinen Freunden zählen Binchen, der Löwe Eddie, der Affe Yam Yam, die Giraffe Malia, der Elefant Tutu und Osterhasenoma.
Ende 2018 wurde der Löwe Eddie durch den Kater Pepe ersetzt.

## Ehrungen
| - Das „Kinderhaus Bummi“ in Dohna - Der VdK-Kindergarten „Bummi“ in Hohenstein-Ernstthal - Der Öko-Kindergarten „Bummi“ in Lauchhammer - AWO-Kindergarten „Bummi“ in Gera | - Der Kindergarten „Bummi“ in Leipzig - Der Kindergarten „Bummi“ in Ludwigsfelde - Integrativer Kindergarten „Bummi“ in der Lutherstadt Eisleben - Integrativer Kindergarten „Haus Bummi“ in Oschatz | - „Kinderland Bummi“ in Rodewisch - Der Kindergarten „Kinderland Bummi“ in Weimar - Der Kindergarten „Kinderland Bummi“ in Zittau |

- „Bummi-Klasse“ war die inoffizielle Bezeichnung für einen Schiffstyp, der von 1957 bis 1962 in vier Exemplaren gebaut wurde. Zwei dieser Schiffe trugen die Namen Bummi und Brummel.[8]